# Gymnogyps californianus
El cóndor californiano, cóndor de California o cóndor norteño (Gymnogyps californianus) es una especie de ave catartiforme de la familia Cathartidae emparentada con el cóndor de los Andes (Vultur gryphus). Habita en el norte de Arizona y el sur de Utah (incluyendo la zona del gran Cañón  y el parque nacional Zion), las montañas costeras del centro y sur de California y el norte de Baja California. Aunque se conocen otros miembros fósiles, es el único superviviente del género Gymnogyps.
El plumaje es negro con manchas blancas en la parte inferior de las alas, la cabeza es calva en gran parte, con el color de la piel que van desde gris en las aves jóvenes a naranja y amarillo brillante en adultos reproductores. Su envergadura (3,0 m) es la más grande de cualquier ave de América del Norte, y su peso de hasta 26 libras (11.8 kg) hace que sea casi igual a la del cisne trompetero, la más grande entre las especies de aves nativas de Norteamérica. El cóndor es carroñero y come grandes cantidades de carroña. Es una de las aves más longevas del mundo, con una vida útil de hasta 60 años.
Los números de estas aves disminuyeron dramáticamente en el siglo XX debido a la caza furtiva, el envenenamiento por plomo y la destrucción de hábitat. Un plan de conservación puesto en marcha por el gobierno de Estados Unidos llevó a la captura de los 22 cóndores silvestres restantes en 1987. Estas aves sobrevivientes fueron criadas en el San Diego Zoo Safari Park y el zoológico de Los Ángeles. Los números se elevaron a través la cría en cautividad y a partir de 1991 fueron reintroducidos en la naturaleza. 
El cóndor de California es una de las especies de aves más raras del mundo. A partir de mayo de 2012 los recuentos de población para ese ano, cifraban el número de cóndores conocidos a 405, incluidas 226 aves que viven en la naturaleza y 179 en cautiverio.
Las cosas habían mejorado notablemente para el año 2020: Con 336 aves viviendo en la naturaleza, 201 todavía en cautiverio, para un total de 537 cóndores californianos en existencia hasta ese entonces, lo que las estadísticas nos indican es que para fines del 2025, ya estaríamos bordeando los 600 ejemplares.
El cóndor es un ave significativa para muchos grupos nativos americanos de California y juega un papel importante en varios de sus mitos tradicionales. Los navajos le dicen jeeshóóʼ y los kiliwas llaman a esta ave como 'see tay, ellos creen que en esta ave vive el espíritu de sus antepasados.[cita requerida]

## Taxonomía
El cóndor de California fue descrito en 1797 como Vultur californianus por el naturalista inglés George Shaw. Fue clasificado originalmente en el mismo género con el cóndor andino (V. gryphus), pero debido a que este tiene marcas ligeramente diferentes, las alas son levemente largas y la tendencia a matar pequeños animales para comer, ha sido colocado en su propio género monotípico.
El nombre genérico Gymnogyps se deriva del griego gymnos / γυμνος "desnudo" o "vacío" y gyps / γυψ "buitre", mientras que el nombre específico californianus se debe a su ubicación en California. 
La palabra cóndor se deriva del quechua kuntur.

## Descripción

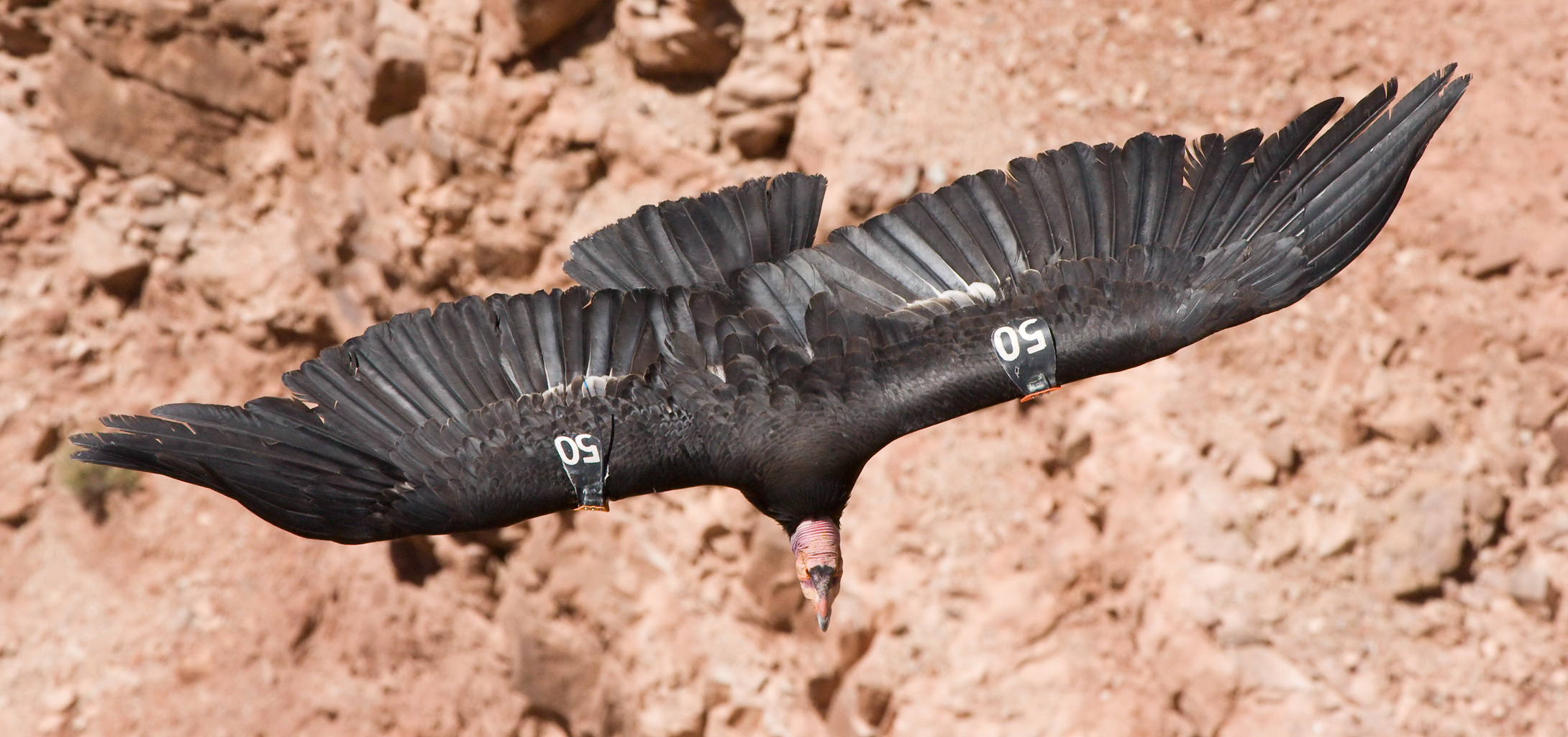
Cóndor californiano durante el vuelo.

El cóndor californiano es una de las aves voladoras más grandes del planeta. Los adultos llegan a medir hasta 1,15-1,40 metros de longitud, 3 metros de envergadura y pesan hasta 10 kg los machos y 9 kg las hembras. Poseen la cabeza desnuda y relativamente pequeña, de color generalmente rojizo, aunque el mismo puede cambiar según el estado de ánimo del animal; pico de borde muy cortante y terminado en gancho. Las alas son largas y anchas y las patas, no prensiles, poseen uñas cortas y poco curvas, y con la inserción del dedo posterior elevada. Las mismas están adaptadas para la marcha y para la sujeción de la carroña. Alcanzan la madurez sexual aproximadamente a los siete años. El plumaje juvenil de ambos sexos es de color marrón hasta alcanzar en mudas sucesivas el característico plumaje negro-azulado de los adultos. Cuando son adultos la cabeza y el cuello presentan barras de colores variables, anaranjado, rosa y rojo. El plumaje es negro, con una cubierta blanca debajo de las alas.
La especie despliega dimorfismo sexual desde su nacimiento. Los machos alcanzan mayor peso y envergadura que las hembras.

## Reproducción
En ambiente natural uno de los aspectos menos conocidos del cóndor es el referido a su reproducción. Los cóndores son básicamente monógamos, es decir que escogen una pareja y permanecen con ésta de por vida. Sólo en caso de que uno de los dos muera, el otro busca una nueva pareja. El ciclo reproductivo del cóndor, incluido el cortejo, apareamiento, incubación y levante del polluelo hasta su emancipación dura aproximadamente dos años. La especie posee el período de incubación más prolongado entre las aves carroñeras (no rapaces. Las rapaces cazan).

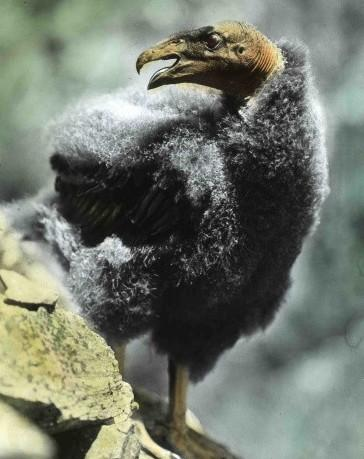
Polluelo de Gymnogyps californianus

Nacen entre abril y mayo, después de 8 semanas de incubación: 54-58 días. Los padres cuidan el nido permanentemente e incuban por periodos de 2-5 días cada uno, duermen casi todo este tiempo y dejan sólo el huevo por periodos muy breves. La eclosión ocurre 2.5 días después de que el huevo empieza a picar. El peso al nacer es 150-200 gramos.
Durante las primeras semanas de vida los polluelos son alimentados por ambos padres varias veces al día, posteriormente son alimentados una vez al día.
Nacen cubiertos de un plumón blanco y no presentan plumas en la cabeza y el cuello. Los polluelos únicamente caminan dentro del nido durante los primeros 5 meses. Los primeros vuelos son muy cortos; los jóvenes cóndores, no pueden volar suficientemente bien como para buscar su propio alimento hasta que alcanzan los 10 a 12 meses de edad, pero permanecen con sus padres hasta el segundo año.
Empiezan a emplumar a las 18 semanas, de ese momento a los 2 años son considerados juveniles. El proceso de emplume se prolonga hasta las 24 o 25 semanas. Durante esta etapa el color de la piel en la cabeza cambia para permanecer gris pizarra, el color del pico es gris oscuro. Los jóvenes comienzan a practicar el vuelo corto, de unos cuantos metros, entre los 5 y los 6 meses. Algunos juveniles dejan el nido en septiembre u octubre, pero siguen siendo alimentados por los padres hasta la siguiente primavera.
Presentan dos fases de emplume, la primera inicia con el verano del año en que nacieron y continúa hasta los 3 años. Durante este tiempo la piel de la cabeza y cuello es obscura. La segunda etapa de emplume inicia al tercer año y se caracteriza por la presencia de un anillo rosa en el cuello y porque los colores de la cabeza comienzan a desarrollarse.
Son considerados inmaduros  desde los 2 a los 4 años de edad y subadultos de los 4 a los 6 años. Después de los 4 años el anillo del cuello ya no se distingue y comienza a ser prominente una barra blanca en la cara.

## Distribución
Prehistóricamente, antes de la división en subespecies, los cóndores habitaban sin solución de continuidad desde la Tierra del Fuego hasta Canadá, habiéndose producido la distribución de sur a norte: desde territorios que correspondería a Argentina y Chile hacia el norte, siguiendo los biotopos fríos de las grandes alturas cordilleranas ubicadas en el oeste de América.
Históricamente, su distribución abarcaba la costa del Pacífico, desde México  hasta Canadá y a lo largo del sur del territorio actual de los Estados Unidos. Se han encontrado evidencias de la existencia del cóndor en el Pleistoceno  en los estados de Florida   y Nueva York. Debido a su capacidad y autonomía de vuelo, su hábitat es muy amplio, desde las elevadas montañas de California  hasta la costa.
Existen citas de cóndores vistos en Baja California entre 1879 y 1937 en el área de la Misión de San Fernando, cerca de la frontera con Estados Unidos, los cuales sugieren que la especie habitaba la porción norte del estado. La última cita fidedigna de cóndor de California visto en México fue en 1937 en un sitio conocido como La Encantada, en la sierra de San Pedro Mártir. Es posible que las citas no confirmados posteriores a los años cuarenta se deban a la gran autonomía de vuelo de G. californianus y que se tratase de cóndores que habitaban en el Sur de California. En el año 2002 re reintrodujeron 13 cóndores californianos en México, provenientes de California, con buenos resultados de reproducción en el estado de Baja California.[cita requerida]

## Alimentación
El cóndor se alimenta de animales muertos. Una vez localizada la carroña los cóndores no descienden a comer de manera inmediata sino que se limitan a volar sobre ella o se posan en algún lugar desde donde se la vea claramente. Uno o dos días pueden pasar antes de acercarse. Comienzan a alimentarse en los puntos más accesibles o blandos de los cadáveres, es decir, ojos, lengua, ano, ubre o testículos, abdomen, entrepierna. Con sus fuertes y cortantes picos desgarran los tejidos y abren los cueros lo que adicionalmente facilita el aprovechamiento de la pieza por parte de carroñeros de menor envergadura.

## Anidaje
Para anidar escogen generalmente cuevas en grandes paredes rocosas verticales, protegidas del viento y la intemperie. Las dimensiones de los nidos son altamente variables. Depositan el único huevo en el nido y si el huevo se pierde por cualquier circunstancia lo pueden reponer en hasta otras dos ocasiones.

## Estatus poblacional de la especie
Se cuenta (diciembre de 2022) con una población de 537 cóndores: 201 en cautiverio y 336 reincorporados a la vida silvestre. Los científicos opinan que “Para alcanzar el óptimo de este plan de recuperación del cóndor se necesitan tres poblaciones, cada una de 150 ejemplares: dos libres y una en cautiverio, es decir 450 cóndores de California”
Todos ellos provienen de ejemplares criados en cautividad. Dos cóndores californianos y dos andinos (como indicadores del progreso que tendría el cóndor de California) fueron liberados en el Bosque Nacional Los Padres el 14 de enero de 1992. Seis cóndores californianos más fueron liberados el 1 de diciembre de ese mismo año. En México, en agosto de 2002 fueron reintroducidos los primeros cinco ejemplares de 15 finales de esta ave a un área natural protegida en el parque nacional Sierra de San Pedro Mártir. En 2009 el segundo polluelo nace en El parque nacional San Pedro Mártir, el cual es nombrado "Inyaa" ("Sol"en la lengua local KIliwa) por ecologistas bajacalifornianos.

## Amenazas
Se establecieron ranchos y ciudades y la población humana aumentó aceleradamente en las áreas de los Estados donde se distribuía. Los cóndores disminuyeron su población debido a diversos factores relacionados con la modificación de su hábitat, incluidos el envenenamiento por ingerir carne de animales muertos por caza (que contenían balas de plomo o sus fragmentos) que resultan altamente tóxicos para la especie, así como la ingestión de pesticidas; la caza accidental o deliberada, la ingestión de estricnina o cianuro en cadáveres de coyotes (Canis latrans) envenenados e ingeridos por un cóndor; los choques contra líneas y torres eléctricas, así como la pérdida de su hábitat, lo que asociado a factores intrínsecos a su biología, en particular su ciclo de vida lento y su baja tasa de reproducción, afectaron gravemente la viabilidad de la especie. El envenenamiento por la dieta es otra amenaza que se ha detectado al analizar el consumo de mamíferos marinos muertos en las costas.
Los programas de conservación del cóndor de California y los tratamientos antiparasitarios que se aplicaban a los especímenes provocaron la extinción en la década de 1980 de Colpocephalum californici, un piojo parásito de esta especie.

## El misticismo de su muerte
Los kiliwas llaman a esta ave como see'tay. Algunas tribus nativas habitantes de su área de distribución original creían que conducían a los espíritus de sus muertos a la otra vida. El pueblo kiliwa de Baja California asegura que cuando el cóndor californiano se extinga, ellos también desaparecerán del planeta, ya que esta ave tiene los espíritus de sus ancestros.[cita requerida]